# Blybergstjärnen
Blybergstjärnen är en sjö i Bodens kommun i Norrbotten och ingår i Luleälvens huvudavrinningsområde. Sjön har en area på 0,0353 kvadratkilometer och ligger 31 meter över havet.

## Delavrinningsområde
Blybergstjärnen ingår i det delavrinningsområde (730426-177256) som SMHI kallar för Ovan VDRID = Starrbäcken i Luleälvens vattendrags*. Medelhöjden är 20 meter över havet och ytan är 28,58 kvadratkilometer. Räknas de 1398 avrinningsområdena uppströms in blir den ackumulerade arean 25 004,77 kvadratkilometer. Avrinningsområdets utflöde Luleälven (Stora Luleälven) mynnar i havet. Avrinningsområdet består mestadels av skog (50 procent) och jordbruk (26 procent). Avrinningsområdet har 2,83 kvadratkilometer vattenytor vilket ger det en sjöprocent på 9,9 procent. Bebyggelsen i området täcker en yta av 0,57 kvadratkilometer eller 2 procent av avrinningsområdet.